# أرقام الهاتف في النرويج
إن الاتصال بأرقام هواتف مملكة النرويج من خارجها يبدأ برمز الاتصال الدولي 0047 أو 47+.

## خطة الترقيم قبل عام 1992
قبل عام 1992، كانت أرقام الهاتف تتألف من رقمين أو ثلاثة أرقام لرمز المنطقة، وخمس أو ست أرقام لرقم المشترك.
في ذلك العام، تم اعتماد خطة ترقيم مغلقة، حيث تكون أرقام الاتصال مكونة من 8 أرقام تتضمن رمز المنطقة ورقم الاتصال الكامل للمكالمات المحلية والوطنية. أرقام الخدمات كانت مكونة من ثلاث أرقام، أرقام الدليل مكونة من أربع أرقام وتم تخصيص خمس أرقام لبعض الشركات. تم توفير الاتصالات الخلوية في عام 1993 وهذه الأرقام دائماً تبدأ بالرقم 4 أو 9.

## أرقام الطوارئ
تاريخياً، كان عامل الهاتف المحلي يأخذ مكالمات الطوارئ ويقوم بتحويلها إلى طوارئ الإطفاء أو طوارئ الشرطة أو طوارئ الإسعاف. في عام 1964، تم ادخال الرقم 000 كرقم طوارئ. في عام 1985، بدأت خدمة الطوارئ الحديثة بالعمل في مستشفى هاوكالاند في مدينة برغن. في عام 1986، تم تحويل أرقام الطوارئ إلى 001 لخدمة طوارئ الإطفاء، 002 لخدمة طوارئ الشرطة، 003 لخدمة طوارئ الإسعاف. هذه الأرقام استبدلت في عام 1994 بالأرقام 110 و112 و113، عندما تم تغيير رمز الوصول الدولي من 095 إلى 00.

## أرقام الهاتف حسب المناطق الجغرافية، منذ عام 1993 حتى الآن
- 2x xx xx xx: الأرقام في مقاطعة أوسلو وما حولها.
- 32xx xx xx: الأرقام في مقاطعة بوسكيرود.
- 33xx xx xx: الأرقام في مقاطعة فستفولد.
- 35xx xx xx: الأرقام في مقاطعة تيليمارك.
- 37xx xx xx: الأرقام في مقاطعة أوست أغدار.
- 38xx xx xx: الأرقام في مقاطعة فيست أغدار.
- 5x xx xx xx (عدا 58 و 59): الأرقام في المقاطعات الجنوبية الغربية، بالإضافة لبرغن.
- 6x xx xx xx: الأرقام في المقاطعات الجنوبية الشرقية، بالإضافة لمقاطعة أوبلاند.
- 7x xx xx xx: الأرقام في مقاطعات وسط النرويج وشمالها، من موره و رومسدال وسور ترونديلاغ (تروندهايم) وشمال النرويج.

## أرقام الهاتف بدون تصنيف جغرافي
- 8xx xx xxx: أرقام الهاتف التي لا تكون مصنفة حسب المناطق الجغرافية، مثل أرقام الاتصال المجانية والبريد الصوتي والأرقام المميزة وأرقام البرامج التلفزيونية وإلخ.

## الأرقام الخلوية (الجوال/المحمول)
- 9xx xx xxx: الأرقام الخلوية القديمة.
- 4xx xx xxx: الأرقام الخلوية الجديدة.
- 58x xxx xxx xxx: الأرقام الخلوية (حركة آلة إلى آلة/M2M)
- 59x xx xxx: الأرقام الخلوية الجديدة (حركة آلة إلى آلة/M2M)

## الطوارئ
- 110: خدمة طوارئ الإطفاء.
- 112: خدمة طوارئ الشرطة.
- 113: خدمة طوارئ الإسعاف.

## أرقام خاصة
- 00: البادئة الدولية.
- 01: محجوز للتغييرات المستقبلية.
- 02xxx إلى 09xxx: أرقام غير مصنفة حسب المناطق الجغرافية (هذه الأرقام في الغالب تعادل الرقم 815، والتي تقوم الشركات والمنظمات بالحصول عليها مقابل رسوم سنوية ما بين 3.300 كرونة نرويجية إلى 125.000 كرونة نرويجية في السنة).
- 100-189: أرقام خاصة موحدة (أرقام الطوارئ والطرق ومعلومات المواصلات العامة وإلخ).
- 19x: أرقام خاصة بمشغّلوا الاتصالات (شركات الاتصالات).
- 1850 إلى 1899: أرقام خدمات الدليل.
- 116xxx: أرقام الخدمات الاجتماعية (أرقام المساعدة الاجتماعية، الإبلاغ عن مفقودين، دعم عاطفي، دعم معنوي للذين يريديون الانتحار، دعم نفسي لضحايا الجرائم، إلخ).

للمزيد من الأرقام، راجع (جدول كامل).